# Nifelheim (musikalbum)
Nifelheim är det svenska black metalbandet Nifelheims debutalbum. Albumet gavs ut 1995 på CD, LP och kassettband på skivbolaget Necropolis Records.

## Låtlista
1. "The Devastation" – 3:00
2. "Black Curse" – 4:56
3. "Unholy Death" – 2:02
4. "Possessed by Evil" – 3:53
5. "Sodomizer" – 5:07
6. "Satanic Sacrifice" – 3:14
7. "Storm of Satan's Fire" – 4:33
8. "Witchfuck" – 3:03

## Musiker
- Hellbutcher (Per "Pelle" Gustavsson) – sång
- Tyrant (Erik Gustavsson) – gitarr, basgitarr
- Demon (Martin Hansen) – trummor